# Arthur Bauer (Kaufmann)
Arthur Bauer (* 14. November 1895 in Niederzwönitz; † 3. November 1959 in Berlin) war ein deutscher Kaufmann und Alpinist. Am 26. Juli 1934 gelang ihm mit dem Grindelwalder Bergführer Hermann Steuri die Zweitbesteigung der Mönch-Nordwand über die Lauper-Route und zwei Tage später die Zweitbesteigung der Wetterhorn-Nordwand. Am 24. Juli 1935 folgte die dritte Begehung der Matterhorn-Nordwand, erstmals ohne Biwak.

## Leben

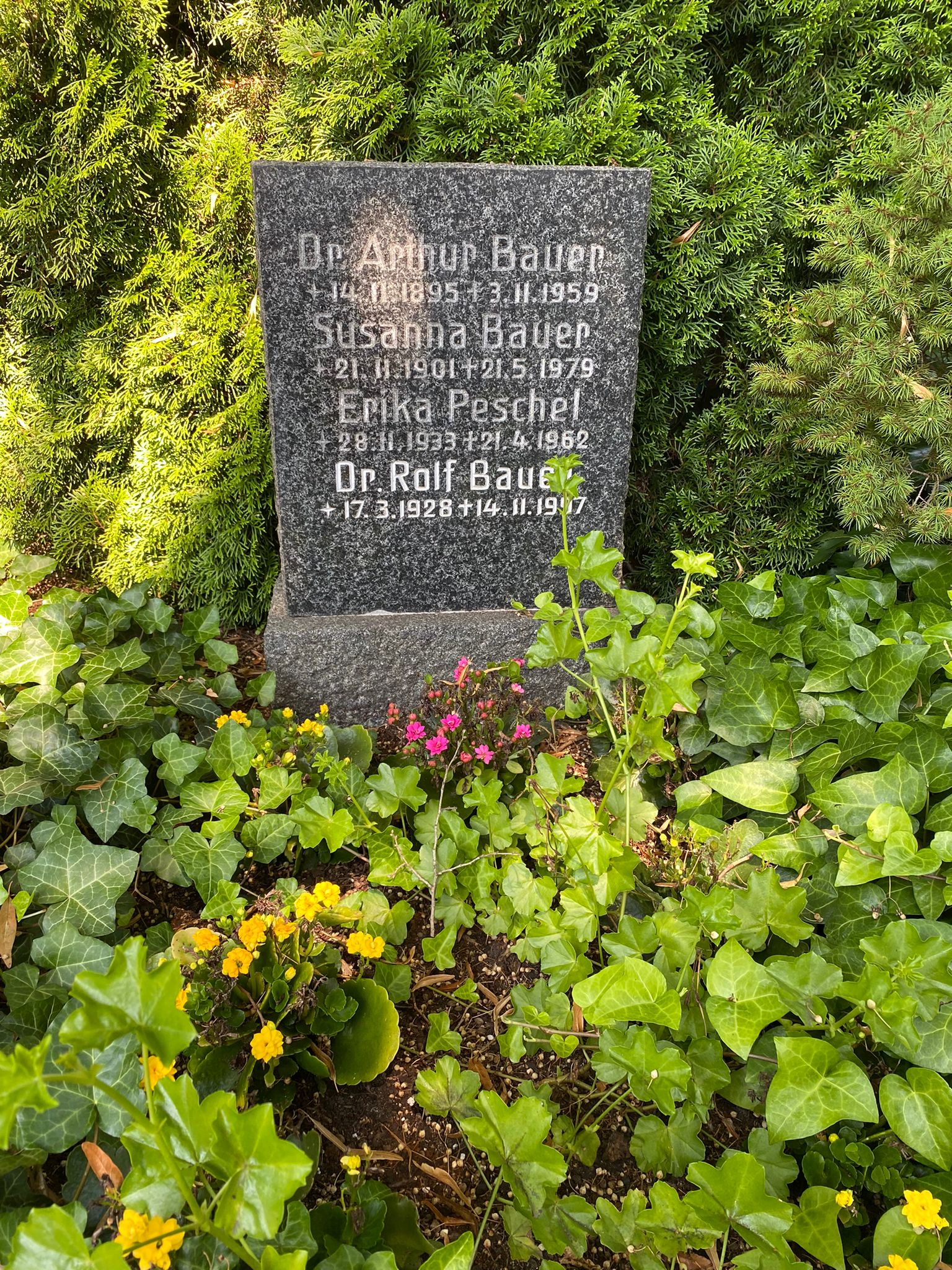
Grabstätte auf dem Waldfriedhof Grünau

Er war der Sohn des Landkaufmanns und Getreide- und Futtermittelhändlers Emil Bauer in Niederzwönitz im Erzgebirge und dessen Ehefrau Marie geborene Becher. Nach dem Besuch des Realgymnasiums in Chemnitz und Absolvieren einer Not-Reifeprüfung im August 1914, meldete er sich im August 1914 als Freiwilliger zum Kriegseinsatz und nahm aktiv am Ersten Weltkrieg teil. 1916 wurde er als Leutnant der Reserve schwerverwundet aus dem Militärdienst entlassen und kehrte in das Erzgebirge zurück. Dort wurde er 1917 Fliegerbeobachter. Ab 1918 studierte Arthur Bauer an der Universität Leipzig Geschichte und Neue Sprachen. Dort wurde er am 29. November 1920 mit einer Untersuchung zur Erbreichspolitik Heinrichs VI. zum Dr. phil. promoviert. Zudem hatte Bauer ein kaufmännisches Volontariat absolviert.
Gemeinsam mit seinem Bruder Friedrich übernahm Arthur Bauer 1921 das Geschäft der Eltern in Niederzwönitz, dessen regionaler Wirkungskreis sich 1922 mit der Gründung der Emil Bauer OHG erhöhte.
Er lebte in Zwönitz in Sachsen, Adolf-Hitler-Straße. In seiner Freizeit war er ein Alpinist. Er war seit 1924 Mitglied im Schweizer Alpen-Club, Sektion Monte Rosa, und der Sektion Chemnitz des Deutschen Alpenvereins. 
Arthur Bauer betätigte sich erst in der Stadtverwaltung in Zwönitz und dann im Bezirkstag in Chemnitz. Er war Mitglied der Industrie- und Handelskammer Chemnitz und wurde Hauptabteilungsleiter IV der Landesbauernschaft Sachsen. ab 1926 betätigte er sich kommunalpolitisch. Er war 1926 Mitbegründer einer Ortsgruppe der konservativen Deutschen Volkspartei. Zum 1. Mai 1932 trat er in die NSDAP ein (Mitgliedsnummer 1.133.011) und übernahm im November des gleichen Jahres das Amt des Pressewarts der NSDAP-Ortsgruppe. Als solcher zeichnete er mitverantwortlich für scharfe verbale Angriffe auf die bürgerliche Opposition. Im Zweiten Weltkrieg wurde er als Offizier der Luftwaffe bereits 1939 zum Kriegsdienst einberufen. Er war an der Ostfront eingesetzt und geriet 1945 in US-Kriegsgefangenschaft.
Nach Ende des Zweiten Weltkrieges wurde seine Firma aufgrund der Durchführung der SMAD-Befehle 97 und 124 über die Enteignung von Nazis und Kriegsverbrechern zunächst beschlagnahmt und dann 1946 enteignet. 1946 wurde Arthur Bauer von der sowjetischen Besatzungsmacht inhaftiert und in einem Kriegsgefangenenlager bei Moskau interniert. Er wurde erst 1952 in die DDR entlassen. Er verließ Zwönitz und zog mit seiner Familie nach Giersleben (Sachsen-Anhalt), wo er einer Tätigkeit als Kaufmann nachging.
Arthur Bauer wurde auf dem Waldfriedhof Grünau beigesetzt.

## Familie
Arthur Bauer heiratete Susanna geborene Trommler (1901–1979). Aus der gemeinsamen Ehe gingen die Kinder Hans (* 1919), Rolf (1928–1997) und Erika (1933–1962) hervor.

## Ehrungen
- Eisernes Kreuz I. und II. Klasse
- Ritterkreuz des Albrechtsordens II. Klasse mit Schwertern
- Militärischer St. Heinrichs-Orden